# 프루넬라 스케일스
프루넬라 스케일스(Prunella Scales, CBE, 1932년 6월 22일 ~ )는 잉글랜드의 배우이다.

## 출연 작품
- 오거 사냥꾼 (2013)
- 호리드 헨리: 더 무비 (2011)
- 주머니 속의 죽음 (2008)
- 스테이션 짐 (2001)
- 그레빌가의 유령 (2000)
- 매드 카우 (1999)
- 엠마 (1997)
- 난세록 (1996)
- 딥 어드벤쳐 (1995)
- 세컨드 베스트 (1994)
- 울프 (1994)
- 하워즈 엔드 (1992)
- 컨슈밍 패션스 (1988)
- 스카보르의 연정 (1988)
- 사악한 여자 (1983)
- 윈저의 즐거운 아낙네들 (1982)
- 도리스와 도린 (1978)
- 배스커빌가의 개 (1978)
- 귀여운 말도둑 (1977)
- 코로네이션 스트리트 (1960)
- 홉슨의 사위 고르기 (1954)
- 오만과 편견 (1952)